# جایر باپاتیستا ماچادو
جایر باپاتیستا ماچادو (به پرتغالی: Djair Baptista Machado) مدافع, هافبک اهل برزیل است که در شهر کاشیاس دو سو و در تاریخ ۲۴ دسامبر ۱۹۷۶ به دنیا آمده‌است.
جایر باپاتیستا ماچادو در تیم‌های فوتبال Grêmio سابقهٔ حضور دارد.